# Sándor Kocsis
Sándor Péter Kocsis  [ˈʃaːndor ˈko͡tʃiʃ] (* 21. September 1929 in Budapest, Königreich Ungarn; † 22. Juli 1979 in Barcelona, Spanien) war ein ungarischer Fußballspieler, -trainer und Stürmer in der legendären Goldenen Elf Ungarns.
Kocsis galt als einer der besten Stürmer der 1950er Jahre und war ein herausragender Kopfballspieler. Bei der Weltmeisterschaft 1954 wurde er mit elf Treffern Torschützenkönig und gewann die Vizeweltmeisterschaft.
Nach Stationen in Ungarn bei Ferencváros und Honvéd, und der Schweiz  bei Young Fellows Zürich wechselte er 1958 zum FC Barcelona, wo er 1965 seine Karriere beendete.

## Jugend
Kocsis entstammte einer deutschen Familie, deren Name von Wagner in Kocsis magyarisiert wurde. Aufgewachsen ist er in ärmlichen Verhältnissen in der Metropole Budapest, wo es seine liebste Beschäftigung war, in den Straßen seines Viertels Fußball zu spielen. Als Talentsucher auf den begabten Spieler aufmerksam wurden, attestierten sie Kocsis einen „angeborenen Torriecher“ und vermittelten ihn zum Traditionsklub Ferencváros.

## Vereinskarriere
Nach Ende des Zweiten Weltkriegs und den damit verbundenen Wirren wurde der Spielbetrieb in der ungarischen Liga wieder aufgenommen und der erst 16-jährige Kocsis debütierte in der ersten Mannschaft. Der Stürmer, den alle nur liebevoll „Kocka“ riefen, beeindruckte durch Kopfballstärke und Chancenauswertung. Das Gros seiner Tore machte er buchstäblich mit Köpfchen, wobei ihm seine außergewöhnliche Sprungkraft zugutekam. Diese Spezialität und seine blonde Haarpracht brachten ihm den Spitznamen „Goldköpfchen“ ein. 1949 gewann er mit Ferencváros die Meisterschaft, doch kurz nach diesem Erfolg erhielt Kocsis seine Einberufung als Soldat.
Einher mit der Einberufung ging der Wechsel zum Armeeklub Honvéd Budapest, der besten Vereinsmannschaft des Landes. Mit Ferenc Puskás, József Bozsik und László Budai spielte der Kern der Nationalmannschaft für Honvéd. In diese Mannschaft wurde nun Kocsis als halbrechter Stürmer eingebaut und bildete gemeinsam mit Superstar Puskás ein einzigartiges Offensivduo, die einander mit zentimetergenauen Pässen versorgten und ihre Gegner vor unlösbare Aufgaben stellten. Mit Honvéd gewann Kocsis vier Meisterschaften und wurde selbst dreimal Torschützenkönig (1951, 1952, 1954).
Während des ungarischen Volksaufstandes 1956 befand sich Kocsis mit der Nationalmannschaft bei den Olympischen Spielen in Australien. Nach der Rückkehr nach Europa kehrte er nicht mehr in seine Heimat zurück, sondern reiste über Wien in die Schweiz aus, wo seine ebenfalls geflohene Braut und seine Schwiegermutter ihn erwarteten. In der Schweiz schloss sich Kocsis für ein halbes Jahr den Young Fellows Zürich an.
1958 folgte er dem Ruf seines Landsmannes und ehemaligen Ferencvarós-Mitspielers László Kubala und wechselte gemeinsam mit Zoltán Czibor zum FC Barcelona. Trotz seiner bereits 29 Jahre hatte Kocsis es geschafft und einen gut dotierten Vertrag im „Westen“ ergattert. Bei den Katalanen bestätigte er seinen Ruf als „Cabeza de oro“ (Goldköpfchen) und gewann zweimal die Meisterschaft (1959, 1960), einmal den Pokal (Copa del Generalisimo) und einmal den Messepokal. 1961 stand er mit Barça im Finale des Europapokals der Landesmeister, wo man sich Benfica Lissabon mit 2:3 (Tore: Kocsis und Czibor) geschlagen geben musste. Wiederum hatte das Berner Wankdorfstadion dem Ungar kein Glück gebracht.
Obwohl mit Kubala und Czibor zwei Landesleute in Barcelonas Kader standen, hatte Kocsis mit Heimweh zu kämpfen. Sobald er eine Einreiseerlaubnis erhielt, reiste er so oft wie möglich nach Ungarn. Mit 36 Jahren beendete er 1965 seine Karriere.

## Nationalmannschaft
Schnell gehörte Kocsis zum Kreis der Nationalmannschaft und debütierte als 18-Jähriger am 6. Juni 1948 beim 9:0 gegen Rumänien. Nach kurzer Zeit war er fester Bestandteil der Mannschaft, die sich zur legendären Aranycsapat (Goldene Elf) aufschwingen sollte.

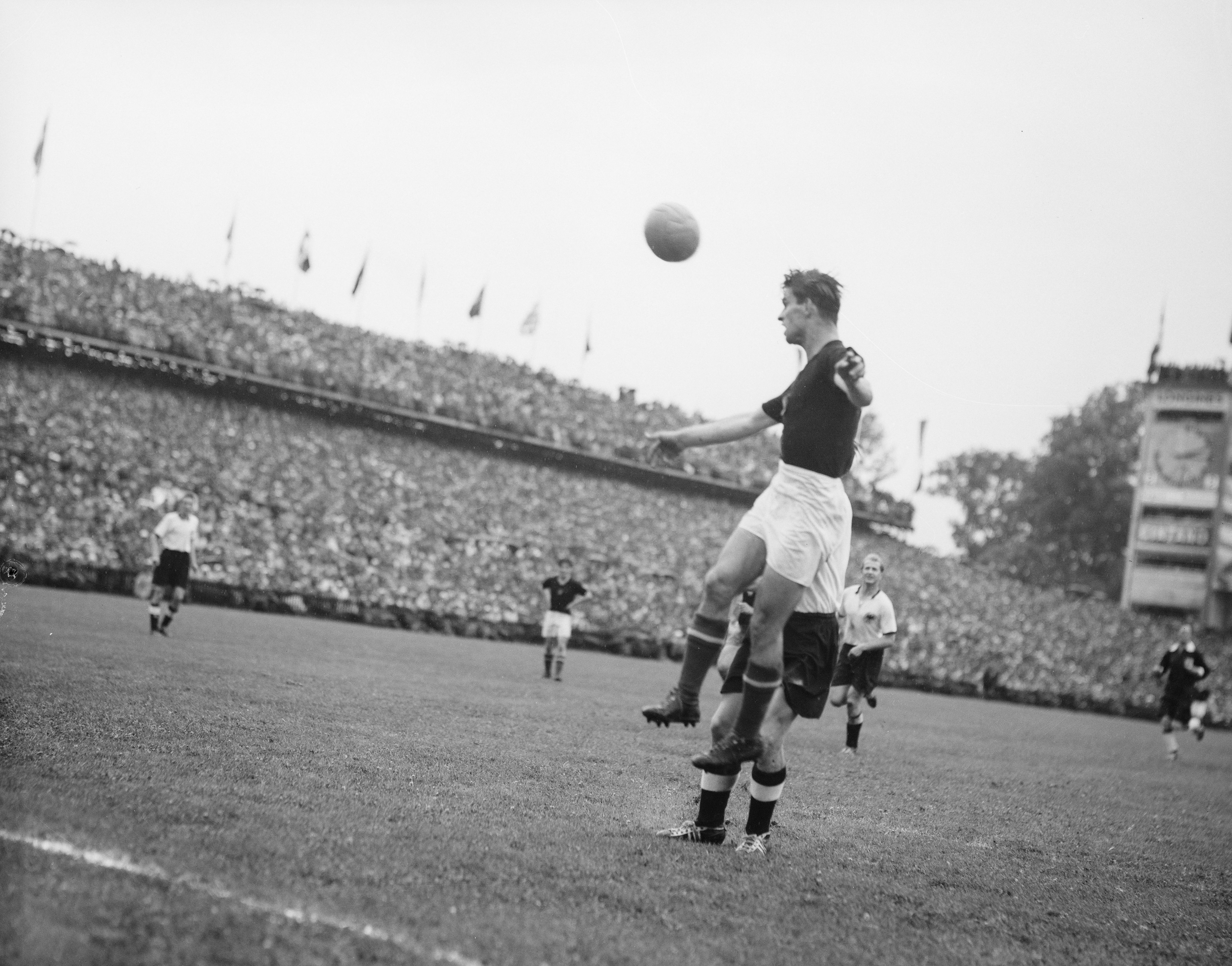
WM-Finale 1954: Kocsis köpft aufs Tor

Die von Trainer Gusztáv Sebes trainierte Elf gewann 1952 olympisches Gold in Helsinki und besiegte als erste Nationalmannschaft des europäischen Festlandes England im legendären Wembley-Stadion mit 6:3. Die Ungarn wurden von der Fachwelt gefeiert und galten nicht zu Unrecht als großer Favorit für die WM 1954. Die „magischen Magyaren“ zeigten keinerlei Blöße und spielten sich ohne große Probleme durch das Turnier. Kocsis selbst war in der Form seines Lebens und traf bis zum Finale elfmal (drei Tore gegen Südkorea, vier gegen Deutschland in der Vorrunde), wo man sich ausgerechnet Deutschland mit 2:3 geschlagen geben musste und Kocsis ohne Treffer blieb (Wunder von Bern). Da tröstete es ihn wenig, dass er den Titel des Torschützenkönigs einheimste, denn die Finalniederlage war eine nationale Katastrophe für Ungarn, die erstmals seit vier Jahren wieder eine Partie verloren hatten. Der Stern der Aranycsapat begann zu sinken und das Ende der Mannschaft war eingeläutet.
Sein letztes Länderspiel bestritt Sándor Kocsis kurz vor dem Ungarischen Volksaufstand am 14. Oktober 1956 gegen Österreich (2:0), da er kurz darauf seinem Heimatland den Rücken kehrte und folglich auch nicht mehr für die Nationalmannschaft nominiert wurde.

## Leben nach dem Fußball
Nach Beendigung seiner aktiven Laufbahn eröffnete Kocsis in Barcelona ein Restaurant namens „Tête d’Or“ und kehrte dem Fußball für einige Jahre den Rücken.
Erst 1970 übernahm der ehemalige Weltklasse-Stürmer das Traineramt beim Erstligisten Hércules Alicante. Die Diagnose Leukämie beendete 1974 dieses Engagement. Für Kocsis begann ein Martyrium. Zur Leukämie kam Magenkrebs, der linke Fuß musste ihm amputiert werden. Etliche Operationen und die jahrelangen Behandlungen zehrten sein Vermögen auf.
Mysteriös sind bis heute die Umstände seines Todes. Am 22. Juli 1979 stürzte er aus dem vierten Stockwerk des Quirónsalud-Krankenhauses in Barcelona. Ob es sich um einen Unfall handelte oder ob er selbst seinem Leiden ein Ende setzte, konnte nicht abschließend geklärt werden.
Am 21. September 2012 wurde die Urne von Sándor Kocsis in seine Heimat gebracht. Er wurde in der Gruft der St.-Stephans-Basilika in Budapest beigesetzt. In der Basilika ruhen auch seine ehemaligen Mannschaftskollegen Ferenc Puskás, Gyula Grosics und Jenő Buzánszky.

## Erfolge

### Nationalmannschaft
- Olympiasieger 1952
- Vize-Weltmeister 1954

### Vereine
- Ungarischer Meister: 1949, 1950, 1952, 1954, 1955
- Spanischer Meister: 1958/59, 1959/60
- Copa del Rey: 1959, 1963
- Messepokal: 1958–60

### Persönlich
- Torschützenkönig der ungarischen Liga: 1951 (30 Tore), 1952 (36 Tore), 1954 (33 Tore)
- WM-Torschützenkönig 1954 (11 Tore)